# Handley (Wirginia Zachodnia)
Handley – miasto w Stanach Zjednoczonych, w stanie Wirginia Zachodnia, w hrabstwie Kanawha.